# پایپر لوری
پایپر لوری (انگلیسی: Piper Laurie؛ زاده ۲۲ ژانویهٔ ۱۹۳۲ – درگذشته ۱۴ اکتبر ۲۰۲۳) بازیگر اهل ایالات متحده آمریکا بود. وی بازیگری را در سال ۱۹۵۰ میلادی آغاز کرد و سه بار در سال های ۱۹۶۲.۱۹۷۷و۱۹۸۷ نامزد جایزه اسکار شده بود . پدربزرگ و مادربزرگ پدری او مهاجران یهودی از لهستان و پدربزرگ و مادربزرگ مادری او از یهودیان مهاجر از روسیه بودند.
از فیلم‌هایی که وی در آن نقش داشت، می‌توان به کری، بیلیاردباز، تیم، فرزندان یک خدای کوچکتر و ریک پسر سفیدپوست اشاره کرد.

## درگذشت
پایپر لوری در ۱۴ اکتبر ۲۰۲۳، در سن ۹۱ سالگی در لس آنجلس درگذشت.

## فیلم‌شناسی
- لوئیزا (۱۹۵۰)
- شیرفروش (۱۹۵۰)
- فرانسیس به مسابقات می‌رود (۱۹۵۱)
- شاهزاده‌ای که دزد بود (۱۹۵۱)
- کسی دختر مرا دیده؟ (۱۹۵۲)
- پسر علی بابا (۱۹۵۲)
- جایی برای داماد نیست (۱۹۵۲)
- شمشیر طلایی (۱۹۵۳)
- قمارباز میسیسیپی (۱۹۵۳)
- جانی دارک (۱۹۵۴)
- مأموریت خطرناک (۱۹۵۴)
- سپیده دم در سوکورو (۱۹۵۴)
- سیگنال دود (۱۹۵۵)
- تا وقتی کشتی راه بیفتد (۱۹۵۷)
- روزگار شراب و گل‌های سرخ (سریال) (۱۹۵۸)
- بیلیاردباز (۱۹۶۱)
- کری (فیلم ۱۹۷۶)
- یاقوت سرخ (۱۹۷۷)
- رنگین‌کمان (۱۹۷۸)
- تیم (۱۹۷۹)
- پناهگاه (۱۹۸۱)
- بازگشت به از (۱۹۸۵)
- فرزندان یک خدای کوچکتر (۱۹۸۶)
- قول (۱۹۸۶)
- ببر ورشو (۱۹۸۸)
- ملاقات با مرگ (۱۹۸۸)
- رؤیای یک رؤیای کوچک (۱۹۸۹)
- پول دیگران (۱۹۹۱)
- استوری ویل (۱۹۹۲)
- عشق گرانبها (۱۹۹۲)
- کشتی با ارنست همینگوی (۱۹۹۳)
- تروما (۱۹۹۳)
- دروغ و لالایی (۱۹۹۴)
- ساز چمن (۱۹۹۵)
- کادر آموزشی (۱۹۹۸)
- مدح (۲۰۰۴)
- سگ هاوند (۲۰۰۷)
- ماه دیگر برداشت محصول (۲۰۰۹)
- هشر (۲۰۱۰)
- ریک پسر سفیدپوست (۲۰۱۸)